# Lusitanops macrapex
Lusitanops macrapex é uma espécie de gastrópode do gênero Lusitanops, pertencente a família Raphitomidae.